# 下線
、交付製造或設計定稿，指的是積體電路（IC）或印刷電路板（PCB）設計的最後步驟，也就是送交製造。
在工業生產領域，「下線」指的是產品完成生產線組裝製造的過程，離開生產線。

## 簡介
今日的IC設計過程需使用到各種電子設計自動化工具，經過漫長且複雜的模擬跟驗證之後，才能夠將設計好的電路交由半導體器件製造的工廠（晶圓廠）生產，稱之為「下線」。因此在業界當中，這個詞或多或少也包含了一些設計大功告成的祝賀意味在。

## 另見
- 殺青
- 封頂